# Фелікс Пасслак
Фелікс Пасслак (нім. Felix Passlack, нар. 29 травня 1998, Боттроп) — німецький футболіст, фланговий захисник клубу «Бохум».

## Клубна кар'єра
Народився 29 травня 1998 року в місті Боттроп. Фелікс починав свою кар'єру в скромній команді «Фортуна» зі свого рідного міста. У 2010 році він приєднався до юніорської команди «Рот-Вайса» (Обергаузен). У 2012 році юний півзахисник перебрався в дортмундську «Боруссію». У 2016 році він був переведений в першу команду. 
Дебютував у складі першої команди «Боруссії» 2 березня в матчі Бундесліги проти «Дармштадта». Так і не ставши основним гравцем, з 2017 року здавався в оренди в клуби «Гоффенгайм 1899», «Норвіч Сіті» та «Фортуна» (Сіттард).
Перед сезоном 2020/21 повернувся до складу «Боруссії» (Дортмунд). Станом на 22 жовтня 2020 року відіграв за дортмундський клуб 20 матчів в національному чемпіонаті.

## Виступи за збірні
2014 року дебютував у складі юнацької збірної Німеччини (U-16). У 2015 році він брав участь у юнацькому чемпіонаті Європи до 17 років у Болгарії. Він провів кожну хвилину турніру, забивши три голи та допомагаючи Німеччині вийти у фінал, де його команда програла з рахунком 1:4 Франції. Цей результат дозволив команді у жовтні 2015 року поїхати на юнацький чемпіонат світу у Чилі, де Пасслак як капітан зіграв у всіх чотирьох матчах Німеччини та забивши два голи, а його команда вибула у 1/8 фіналу, програвши Хорватії з рахунком 2:0. За ці результати Фелікс отримав золоту медаль Фріца Вальтера. Загалом Паслак забив сім голів у 20 матчах за збірну Німеччини U17.
Протягом 2017–2020 років залучався до складу молодіжної збірної Німеччини. На молодіжному рівні зіграв у 4 офіційних матчах.

## Статистика виступів

### Статистика клубних виступів
| Сезон                           | Команда                         | Чемпіонат                       | Чемпіонат | Чемпіонат | Національний кубок | Національний кубок | Національний кубок | Континентальні кубки | Континентальні кубки | Континентальні кубки | Інші змагання | Інші змагання | Інші змагання | Усього | Усього |
| Сезон                           | Команда                         | Ліга                            | Ігор      | Голів     | Ліга               | Ігор               | Голів              | Ліга                 | Ігор                 | Голів                | Ліга          | Ігор          | Голів         | Ігор   | Голів  |
| ------------------------------- | ------------------------------- | ------------------------------- | --------- | --------- | ------------------ | ------------------ | ------------------ | -------------------- | -------------------- | -------------------- | ------------- | ------------- | ------------- | ------ | ------ |
| 2015–16                         | «Боруссія» (Дортмунд)           | БЛ                              | 3         | 0         | КН                 | 0                  | 0                  | ЛЄ                   | 0                    | 0                    | -             | -             | -             | 3      | 0      |
| 2016–17                         | «Боруссія» (Дортмунд)           | БЛ                              | 10        | 0         | КН                 | 2                  | 0                  | ЛЧ                   | 2                    | 1                    | СН            | 1             | 0             | 15     | 1      |
| серп. 2017                      | «Боруссія» (Дортмунд)           | БЛ                              | 1         | 0         | КН                 | 1                  | 0                  | ЛЧ                   | 0                    | 0                    | СН            | 1             | 0             | 3      | 0      |
| Усього за «Боруссія» (Дортмунд) | Усього за «Боруссія» (Дортмунд) | Усього за «Боруссія» (Дортмунд) | 14        | 0         |                    | 3                  | 0                  |                      | 2                    | 1                    |               | 2             | 0             | 21     | 1      |
| серп. 2017–18                   | «Гоффенгайм 1899»               | БЛ                              | 2         | 0         | КН                 | 0                  | 0                  | ЛЄ                   | 1                    | 0                    | -             | -             | -             | 3      | 0      |
| Усього за кар'єру               | Усього за кар'єру               | Усього за кар'єру               | 16        | 0         |                    | 3                  | 0                  |                      | 3                    | 1                    |               | 2             | 0             | 24     | 1      |

## Титули і досягнення

### Командні
- Володар Кубка Німеччини (2):

«Боруссія» (Дортмунд): 2016-17, 2020-21

### Особисті
- Золота медаль Фріца Вальтера: 2015